# Sant Cristòfol de Beget

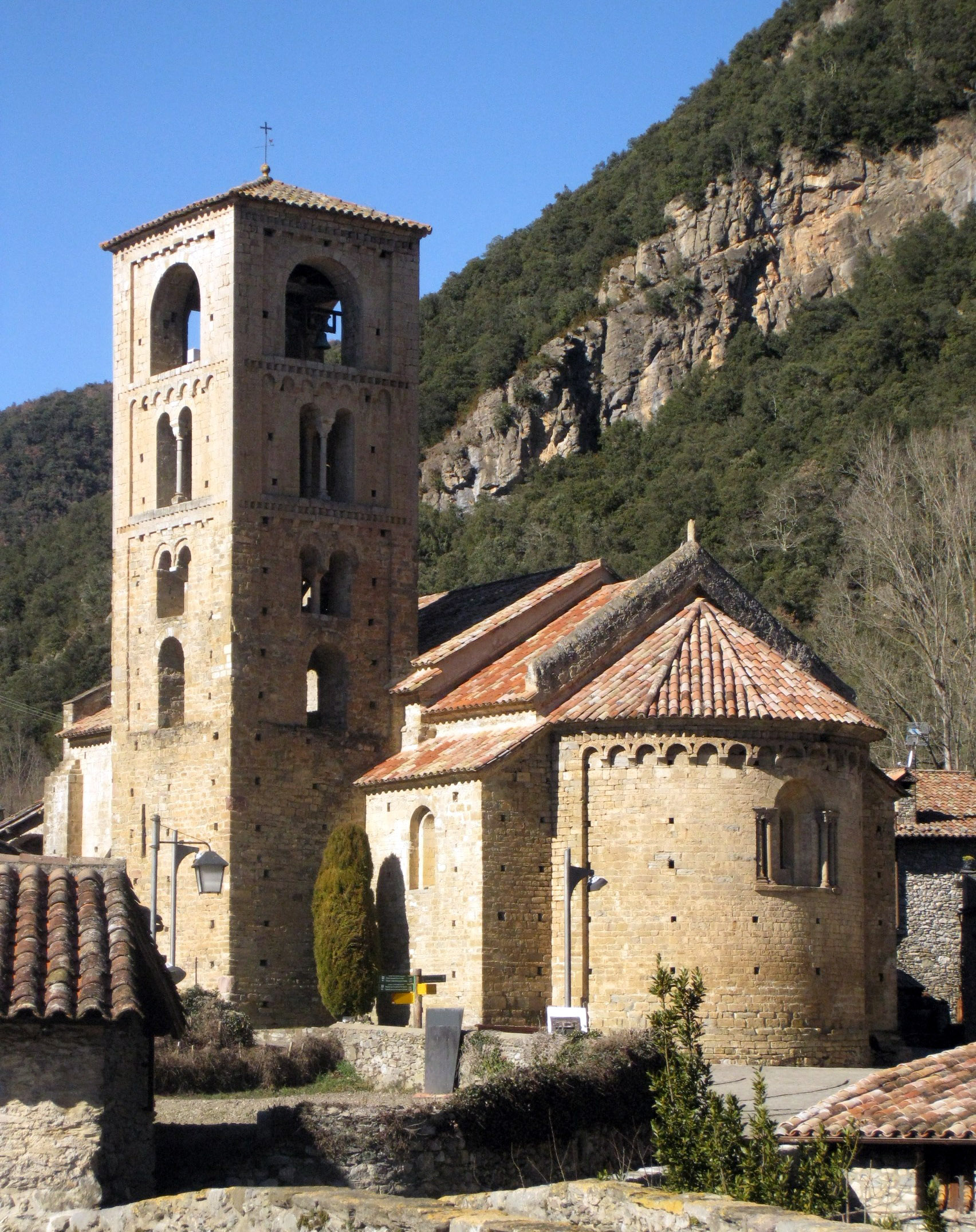
Die romanische Kirche Sant Cristòfol de Beget

Sant Cristòfol de Beget (auch Sant Cristòfor de Beget) ist eine romanische Kirche aus dem 12. Jahrhundert in der katalanischen Provinz Girona in Spanien. Sie befindet sich in dem verwaltungsmäßig zur Gemeinde Camprodon gehörenden Dorf Beget, im äußersten Nordwesten der Comarca Garrotxa. Die Hauptgemeinde Camprodon selbst gehört schon zur Comarca Ripollès.

## Architektonische Gliederung

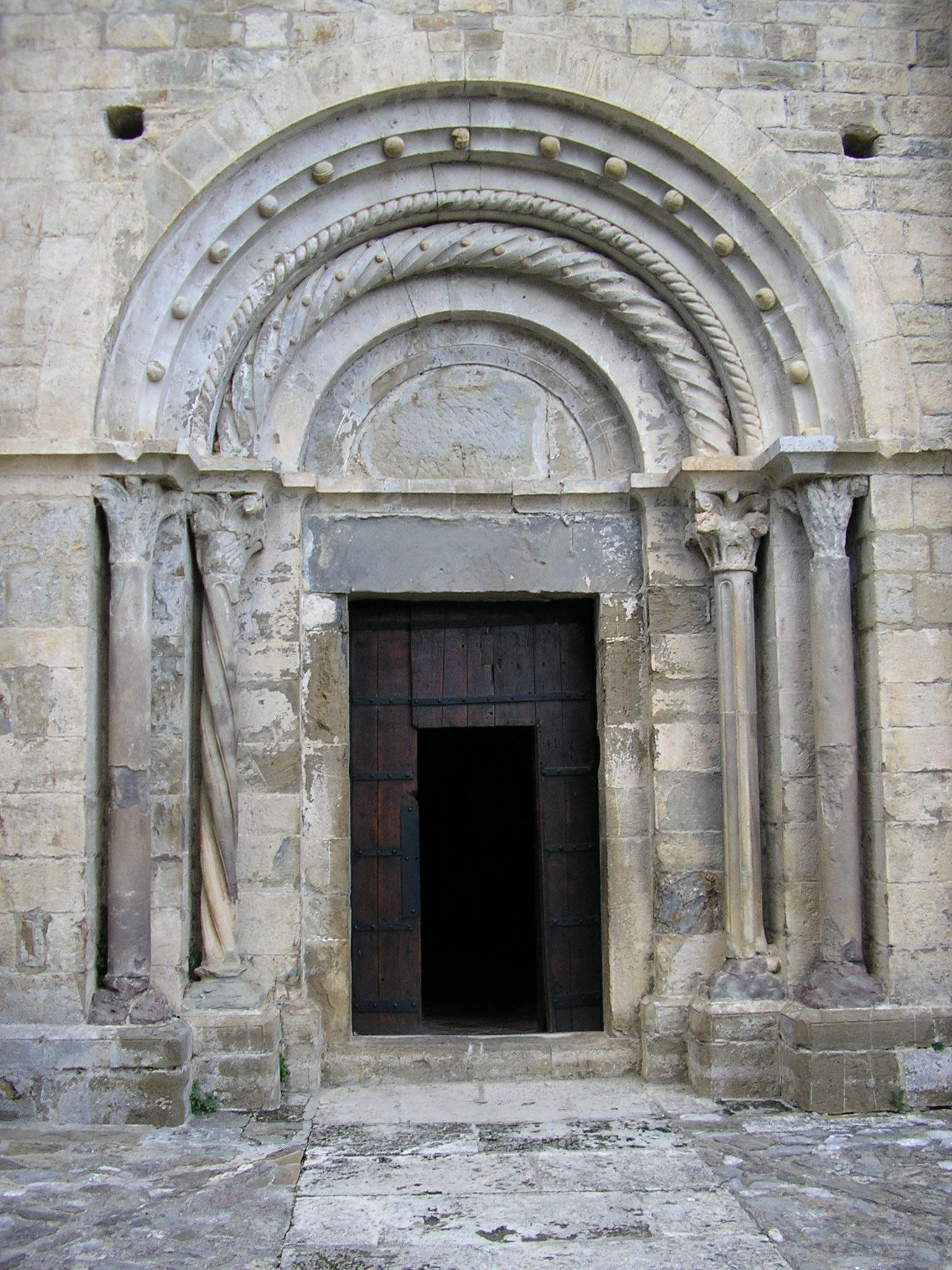
Das Eingangsportal von Sant Cristòfol de Beget

Die Kirche ist als einschiffiger Saalbau errichtet. An der Südseite der Kirche ist ein Glockenturm im Stil der lombardischen Romanik angefügt. Der Turm besteht aus vier Etagen, die durch sägezahnartige Friese auf der Außenfassade voneinander getrennt sind. Das Erdgeschoss sowie nach manchen Forschern auch das erste Obergeschoss stammen von einem Tempel aus dem 10. Jahrhundert, der in den aktuellen Kirchenbau integriert wurde. Das erste Obergeschoss weist rundum zwei übereinander liegende Fensteröffnungen auf. Die Mauern dieses Geschosses sind aus kleinen Quadersteinen unterschiedlicher Größe gefertigt. Das im 12. Jahrhundert errichtete zweite und dritte Turmgeschoss weist  ein stabileres und regelmäßig ausgeführtes Mauerwerk auf. Das zweite Geschoss weist Doppelöffnungen und das dritte Turmgeschoss lombardische Bögen auf. Die Turmöffnungen sind über alle Geschosse hinweg auf allen vier Turmseiten ausgeführt.
Das Eingangsportal der Kirche ist von fünf hintereinander liegenden halbrunden Steinbögen überwölbt. Die beiden äußeren Bögen stützen sich auf jeder Seite auf Säulen. Die äußeren Säulen sind an der Oberfläche glatt, die inneren Säulen spiralförmig gearbeitet. Alle vier Säulen enden in stark verwitterten Kapitellen, die mythologische Tierfiguren tragen. Das Tympanon oder Giebelfeld ist flach und von einem im Querschnitt viereckigen Fries abgeschlossen.
Das Tonnengewölbe des Kirchendaches liegt auf einem sich auf der Hauptmauer befindlichen Dachgesimse auf. In der Höhe des Presbyteriums öffnen sich ein wenig nach außen erstreckende kleine Kapellen. Der Triumphbogen und Teile des Kirchenschiffes wurden 1890 von dem berühmten Olotenser Maler Joaquim Vayreda mit Malereien in romanischem Stil verziert.
Die einschiffige Basilika endet im Osten in einer mit einem lombardischen Bogenfries verzierten Apsis. Dieser Fries besteht aus einem sägezahnförmigen Band mit unterlegten Rundbögen, die auf Konsolen aufgelegt sind. Im Zentrum der Apsis befindet sich ein sehr schönes doppelbögig, abgestuftes Kirchenfenster. Der Außenbogen ist an jeder Seite auf eine Säule gestützt. Die Apsis ist aus bestens gehauenen Quadersteinen errichtet. Die Apsis trägt ein Ziegeldach.

## Interieur

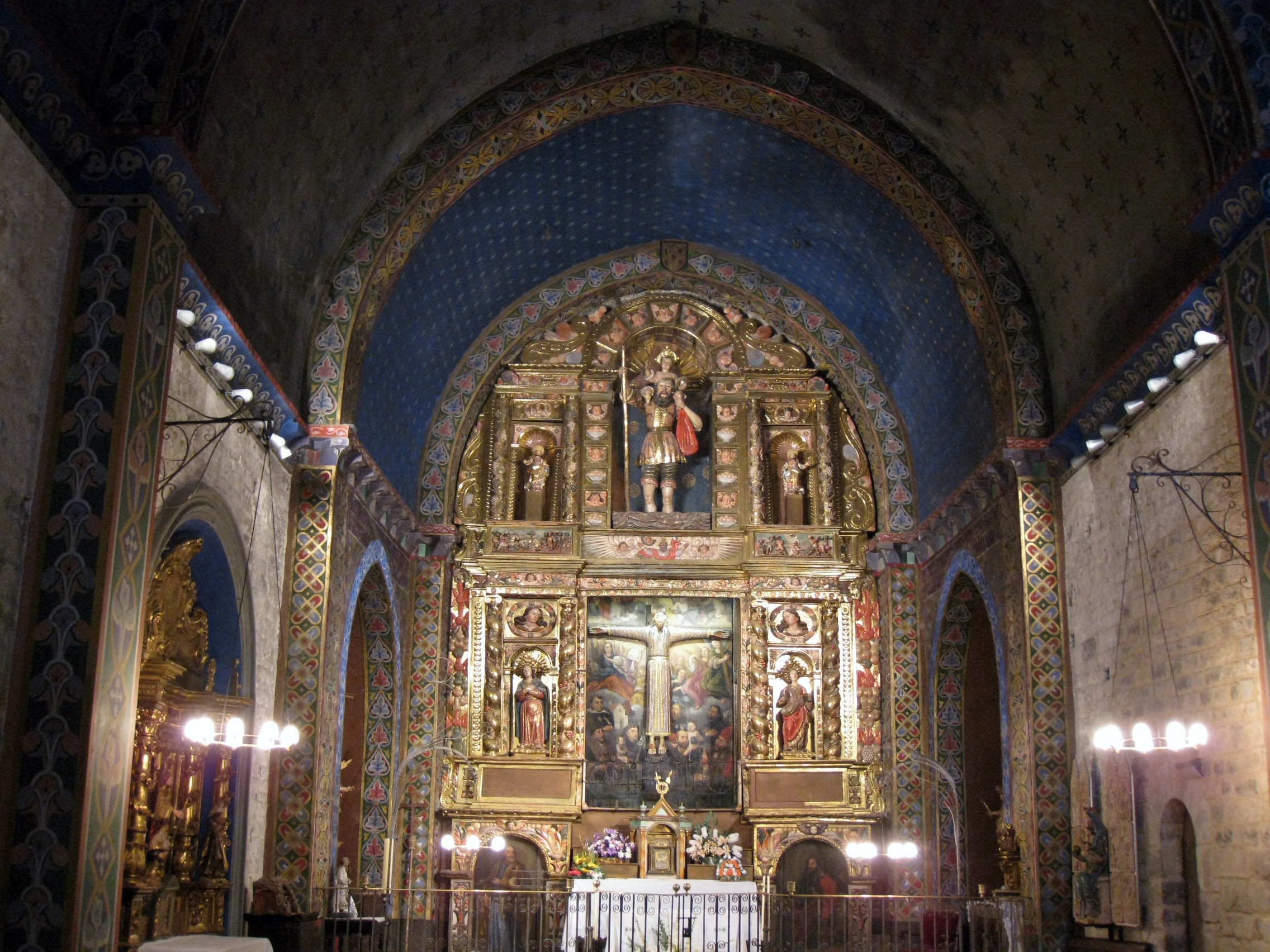
Innenansicht der romanischen Kirche Sant Cristòfol de Beget

Der Innenraum der Kirche ist seit Jahrhunderten nahezu intakt geblieben. Über dem Hauptaltar befindet sich die „Majestat von Beget“, eine romanische Christusfigur vom Ende des 12. Jahrhunderts. Sie ist ausgezeichnet durch eine sehr schöne romanische Taille mit einem Gewand, einer Krone auf dem Kopf. Die Arme sind seitwärts ausgestreckt. Die Statue hängt über dem gotischen Hauptaltar aus Alabaster. Seitlich über dem Altar ist eine Gruppe von barocken Altaraufsätzen angebracht, die einen schönen Kontrast zu den romanischen Linien des Umfeldes bilden. Rechts im Kirchenschiff befindet sich eine gotische Marienfigur aus polychromem Alabaster, die „Mare de Déu de la Salut“ aus dem späten 14. Jahrhundert. Die Kirche enthält weiterhin ein als Eintauchbecken gefertigtes romanisches Taufbecken. Dieses Taufbecken ist mit zwei gegensinnig laufenden Steinkordeln verziert. Es hat einen Durchmesser von 1,20 Meter. Das gesamte architektonische Ensemble aus dem 12. Jahrhundert ist mit Elementen aus der Vorgängerzeit des 10. und 11. Jahrhunderts angereichert.

## Geschichte

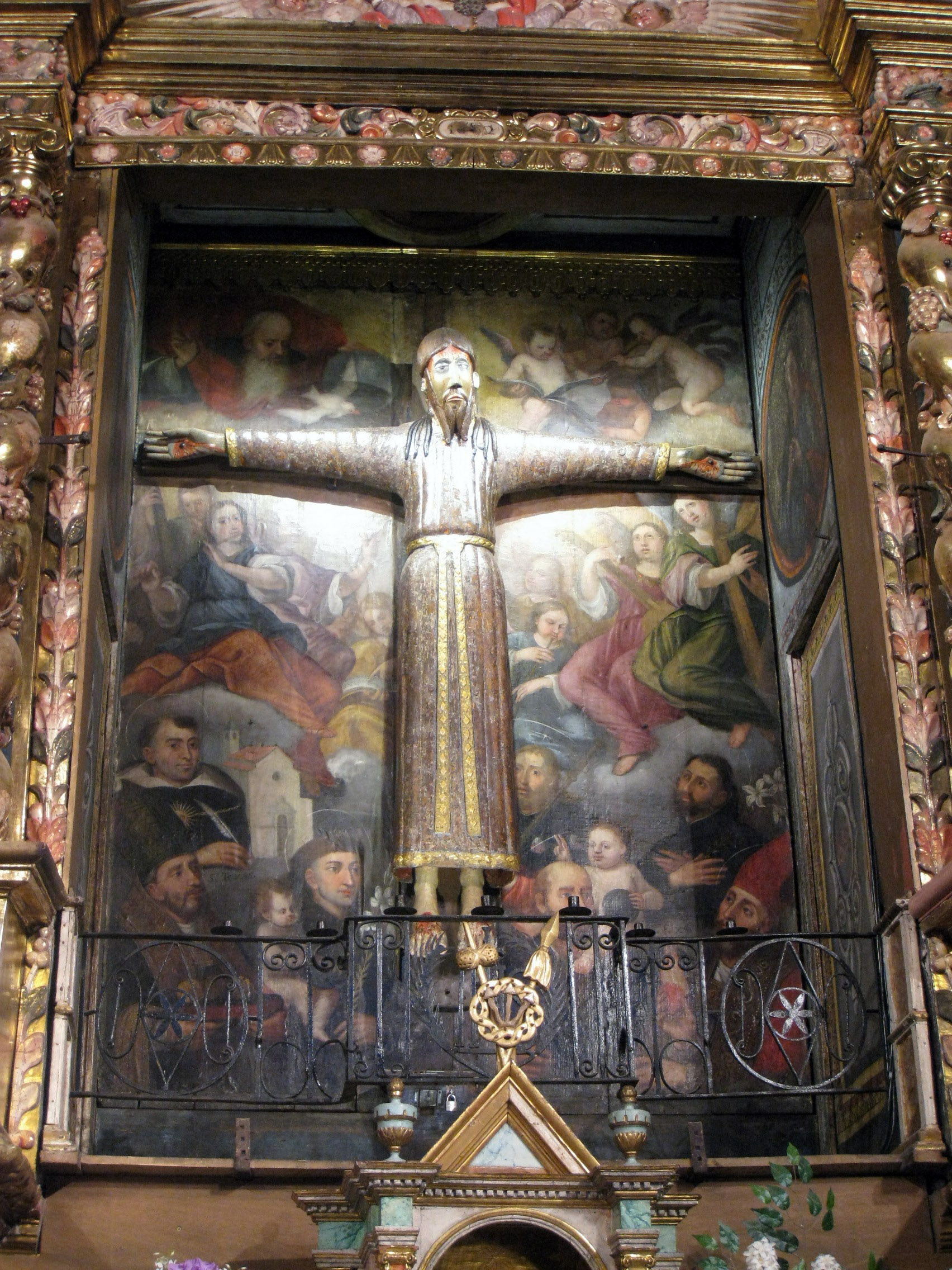
Die „Majestat von Beget“

Die Kirche wurde im späten 12. Jahrhundert dem Heiligen Sankt Christopherus geweiht. Der Ort Beget und die Vorgängerkirche wurde erstmals im Jahr 979 im Testament des Grafen und Bischofs Miró erwähnt, als dieser das Tal von Beget als Allod oder Freigut an das Kloster von Camprodon gab. Im Jahr 1013 begann das Kloster Camprodon mit dem Bau der heutigen Kirche. Dabei wurde wie geschildert der Vorgängerbau in die Turmanlage integriert. Im Jahr 1160 übergab Arnau de Llers die Kirche von Beget an das Bistum Girona. Im Jahr 1168 wird die in der Kirche ansässige Pfarrei erstmals erwähnt. Die Barockaltäre wurden von dem in Beget im 18. Jahrhundert für 45 Jahre wirkenden Rektor Genís Pagès i de Pol bezahlt. Für das Jahr 1787 ist eine Restaurierung des Hauptaltars und des Presbyteriums nachgewiesen. Aus dieser Zeit stammen die lateralen Altaraufsätze, deren Spitzbögen sich in das romanische Raumgefüge bestens einpassen. Im 19. Jahrhundert hat – wie oben erwähnt – der Maler Joaquim Vayreda den Triumphbogen und Teile des Schiffes mit Malereien im romanischen Stil verziert. Hierfür erhielt Vayreda 1301,25 Peseten. Die Kirche wurde im Jahr 1931 zum „Nationalen Monument“ Spaniens erklärt. Im Jahr 1936 retteten die Einwohner von Beget die „Majestat“ und die anderen Kunstschätze der Kirche vor den ikonoklastischen Zerstörungen im Vorfeld des Spanischen Bürgerkrieges. Die Kirche hat keinerlei Schaden im Spanischen Bürgerkrieg genommen.
Nach dem katalanischen Schriftsteller und ausgewiesenem Kenner der altkatalanischen Kultur Ramon Vinyeta i Leyes (1914–2005) ist die Kirche Sant Cristofòl de Beget ein herausragendes Beispiel für den bäuerlich-romanischen Stil in den gesamten Comarcas der Pyrenäen überhaupt.